# Абстракция
Абстракция (на латински: abstractio – отвлечен) е понятие с широк кръг от значения. В науката това е познавателен процес от една страна на теоретично обобщение и от друга страна на пренебрегване на свойства и закономерности, които в даденото разглеждане се оказват или биват считани за несъществени. В разговорната реч често под абстракция се разбира израз, означаващ някакво отвлечено, ирационално понятие или фикция. Сами по себе си абстракциите са нереална, схематична представа за действителността, но те са особена форма за опознаване на тази действителност.
Съвременното си значение думата получава в началото на 20 век. Абстрактното мислене е по-висша форма на мислене от логическото мислене. За да разбере човек абстрактното изкуство, трябва винаги да може да го погледне от две различни гледни точки, от две различни позиции.

## Абстракция в информатиката
В информатиката абстракция е начин на разглеждане на обект, при който се взимат предвид само тези негови характеристики, които имат значение в конкретната ситуация. Използването на абстракции при създаването на компютърни програми дава възможност за сложни обекти да се мисли като за прости такива. По този начин абстракциите позволяват да се конструират сложни програми, въпреки ограничените възможности на човешкия мозък. Абстракциите лежат в основата на обектно-ориентираното програмиране.